# Hikkoshi fūfu
Hikkoshi fūfu (引越し夫婦, Una parella en mudança) és una pel·lícula japonesa muda de comèdia dirigida per Yasujirō Ozu i estrenada el 1928.Yasujirō Ozu estava satisfet amb el seu treball en aquesta pel·lícula, però no la va editar i finalment va quedar decebut amb el resultat final.
La pel·lícula i el seu guió es consideren perduts.

## Sinopsi
Una comèdia sobre una parella que no pot quedar-se i es trasllada sovint.

## Repartiment
- Atsushi Watanabe: Eikichi Fukuoka
- Mitsuko Yoshikawa: Chiyoko, la seva esposa
- Ichizō Nakagawa : Seiichi, el seu fill
- Ikkō Ōkuni : lel propietari
- Tomoko Naniwa : Haruko, la filla del farmacèutic
- Kenji Ōyama: Hattori